# Daisy et Violet Hilton
Pour les articles homonymes, voir Hilton.
Pour les personnes ayant le même prénom, voir Violet (homonymie).
Daisy et Violet Hilton, nées le 5 février 1908 à Brighton au Royaume-Uni et mortes le 4 janvier 1969 à Charlotte en Caroline du Nord aux États-Unis (probablement le 2 janvier pour Violet), sont des sœurs siamoises qui ont également été de grandes vedettes de music-hall américaines, et dont on se souvient surtout aujourd'hui pour leur apparition dans le film La Monstrueuse Parade (1932).

## Biographie
Elles naissent le 5 février 1908 à Brighton dans un foyer modeste, leur mère Kate Skinner étant célibataire et serveuse de bar. Elles sont rattachées par le bas de la colonne vertébrale. Leur système sanguin est commun mais elles ne partagent pas d'organes vitaux. Leur médecin, le Dr. James Rooth, et les plus éminents médecins d'Angleterre, estiment leur séparation possible mais trop risquée, et l'idée est abandonnée.
Mary Hilton, la sage-femme qui les avait accouchées, qui est aussi la patronne de leur mère, les adopte, plutôt pour les exploiter commercialement que par charité chrétienne. Elles apprennent alors le chant et la danse mais vivent désormais dans la crainte de leurs « bienfaiteurs » et dans un isolement complet : seuls les spectateurs payants pourront les voir.
Les deux sœurs partent en tournée en Angleterre à trois ans. Leur « tante » adoptive, Mary Hilton, les accompagne en Allemagne, en Australie et aux États-Unis. Mary meurt à Atlanta au cours d'une tournée, sa fille Edith et le mari de celle-ci Myer Myers prennent la relève, les exhibant dans les cirques itinérants américains, puis à partir de 1925 sur des scènes de vaudeville où elles font un triomphe. Leur grande beauté, leur charme et leurs réelles qualités musicales font la conquête du public américain. Elles font également la connaissance de Harry Houdini, le roi de l'évasion, qui leur apprend à se « séparer » mentalement, et de Bob Hope et George Byrne, alors débutants, et qui participent à leur numéro comme partenaires de danse. À cette époque, elles gagnent des sommes importantes que les Myers s'approprient entièrement, en investissant notamment dans une immense maison à San Antonio (Texas).

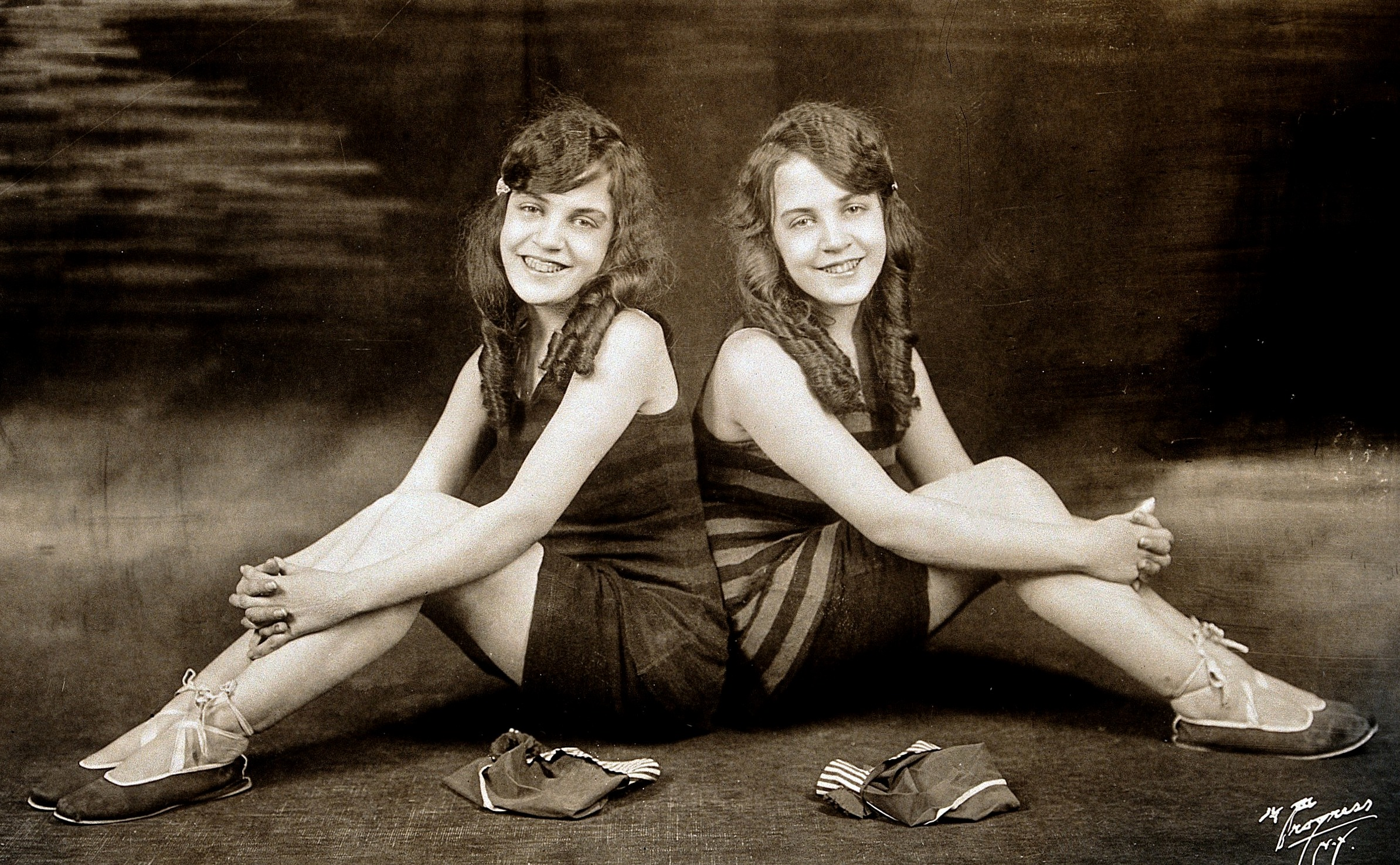
Daisy et Violet Hilton en 1927.

À la fin des années 1920, leur succès commence à diminuer : le vaudeville est concurrencé par le cinéma parlant qui vient de naître. Grâce à l'avocat Martin Arnold, elles attaquent en justice leur manageur Myers et gagnent en janvier 1931 leur liberté, et 100 000 dollars en dommages et intérêts. Dans les années qui suivent, elles mènent de façon indépendante leur carrière dans le spectacle et pendant les années 1930 et 1940, parviennent encore, avec des hauts et des bas, à trouver des engagements en sillonnant les États-Unis avec leur  "The Hilton Sisters' Revue". Mais leur vogue continue à décliner inexorablement. Le peu de succès de leur film L'Amour parmi les monstres, dans lequel elles ont investi leurs dernières économies, achève de les ruiner.
Dans les années 1950, elles ouvrent un snack à Miami, le "Hilton sister's snack bar", puis s'effeuillent dans un cabaret de Cincinnati. Elles finissent leur vie dans la misère et l'obscurité, travaillant dans une épicerie à Charlotte, Caroline du Nord.
Le 4 janvier 1969, les jumelles sont trouvées mortes à leur domicile à la suite de la grippe de Hong Kong. Daisy serait morte deux jours avant Violet, cette dernière aurait supplié l'épicière de ne pas prévenir les urgences.

## Au cinéma
Elles apparaissent en 1932 dans La Monstrueuse Parade (Freaks) de Tod Browning, où elles jouent leur propre rôle de siamoises exhibées dans un cirque, comme dans leur enfance. Daisy est mariée au clown bègue Rosco, et Violet se fiance au propriétaire du cirque, ce qui donne lieu à une scène étrange : quand Violet échange un baiser langoureux avec son fiancé, Daisy semble éprouver elle aussi une extase amoureuse…
En 1954, elles jouent dans L'Amour parmi les monstres, film également inspiré de leurs vies mais qui propose aux spectateurs un cas de conscience : Daisy ayant tué un homme, peut-on la condamner à mort, ce qui tuerait également sa sœur innocente ?

## Vie personnelle
Abandonnées par leur mère à leur naissance et privées d'amour pendant toute leur enfance, les jumelles ont eu une vie sentimentale agitée. 
Violet a essayé vainement d'épouser le musicien Maurice Lambert, dont elle était amoureuse (21 États leur refusèrent la licence de mariage), puis s'est prêtée en 1936 à un mariage arrangé à des fins publicitaires avec le danseur Jim Moore au Cotton Bowl de Dallas.
Daisy a eu fin 1936 un enfant de père inconnu qu'elle a abandonné à la naissance. Elle a épousé en 1941 le danseur Buddy Sawyer mais le mariage ne dura qu'un mois.